# La Gaubretière
La Gaubretière és un municipi francès situat al departament de Vendée i a la regió de País del Loira. L'any 2007 tenia 2.802 habitants.

## Demografia

### Població
El 2007 la població de fet de La Gaubretière era de 2.802 persones. Hi havia 1.062 famílies de les quals 226 eren unipersonals (134 homes vivint sols i 92 dones vivint soles), 378 parelles sense fills, 412 parelles amb fills i 46 famílies monoparentals amb fills.
La població ha evolucionat segons el següent gràfic:
Habitants censats

### Habitatges
El 2007 hi havia 1.139 habitatges, 1.074 eren l'habitatge principal de la família, 26 eren segones residències i 39 estaven desocupats. 1.093 eren cases i 40 eren apartaments. Dels 1.074 habitatges principals, 841 estaven ocupats pels seus propietaris, 230 estaven llogats i ocupats pels llogaters i 3 estaven cedits a títol gratuït; 6 tenien una cambra, 41 en tenien dues, 120 en tenien tres, 286 en tenien quatre i 621 en tenien cinc o més. 900 habitatges disposaven pel capbaix d'una plaça de pàrquing. A 436 habitatges hi havia un automòbil i a 575 n'hi havia dos o més.

### Piràmide de població
La piràmide de població per edats i sexe el 2009 era:
| Homes | Edats   | Dones |
| ----- | ------- | ----- |
| 0     | 95 o +  | 4     |
| 4     | 90 a 94 | 8     |
| 16    | 85 a 89 | 12    |
| 4     | 80 a 84 | 24    |
| 16    | 75 a 79 | 32    |
| 56    | 70 a 74 | 56    |
| 76    | 65 a 69 | 72    |
| 52    | 60 a 64 | 52    |
| 60    | 55 a 59 | 56    |
| 68    | 50 a 54 | 68    |
| 120   | 45 a 49 | 88    |
| 112   | 40 a 44 | 96    |
| 120   | 35 a 39 | 136   |
| 64    | 30 a 34 | 56    |
| 68    | 25 a 29 | 64    |
| 96    | 20 a 24 | 80    |
| 112   | 15 a 19 | 104   |
| 120   | 10 a 14 | 104   |
| 84    | 5 a 9   | 84    |
| 64    | 0 a 4   | 52    |

## Economia
El 2007 la població en edat de treballar era de 1.848 persones, 1.464 eren actives i 384 eren inactives. De les 1.464 persones actives 1.395 estaven ocupades (772 homes i 623 dones) i 69 estaven aturades (27 homes i 42 dones). De les 384 persones inactives 181 estaven jubilades, 100 estaven estudiant i 103 estaven classificades com a «altres inactius».

### Ingressos
El 2009 a La Gaubretière hi havia 1.119 unitats fiscals que integraven 2.897 persones, la mediana anual d'ingressos fiscals per persona era de 17.096 €.

### Activitats econòmiques
Dels 97 establiments que hi havia el 2007, 3 eren d'empreses alimentàries, 7 d'empreses de fabricació d'altres productes industrials, 21 d'empreses de construcció, 17 d'empreses de comerç i reparació d'automòbils, 8 d'empreses de transport, 6 d'empreses d'hostatgeria i restauració, 10 d'empreses financeres, 5 d'empreses immobiliàries, 8 d'empreses de serveis, 7 d'entitats de l'administració pública i 5 d'empreses classificades com a «altres activitats de serveis».
Dels 34 establiments de servei als particulars que hi havia el 2009, 1 era una oficina de correu, 3 oficines bancàries, 5 tallers de reparació d'automòbils i de material agrícola, 1 autoescola, 3 paletes, 5 guixaires pintors, 6 fusteries, 2 lampisteries, 3 electricistes, 2 perruqueries, 2 restaurants i 1 saló de bellesa.
Dels 9 establiments comercials que hi havia el 2009, 1 era una gran superfície de material de bricolatge, 1 una botiga de més de 120 m², 2 fleques, 2 carnisseries, 1 una botiga de roba, 1 un drogueria i 1 una floristeria.
L'any 2000 a La Gaubretière hi havia 61 explotacions agrícoles que ocupaven un total de 2.496 hectàrees.

## Equipaments sanitaris i escolars
El 2009 hi havia 1 farmàcia i 1 ambulància.
El 2009 hi havia 3 escoles elementals.

## Poblacions més properes
El següent diagrama mostra les poblacions més properes.